# Viola vourinensis
Viola vourinensis är en violväxtart som beskrevs av M. Erben. Viola vourinensis ingår i släktet violer, och familjen violväxter. Inga underarter finns listade i Catalogue of Life.